# KINT-FM
KINT-FM (93.9 FM) es una estación radial estadounidense con licencia para servir a El Paso, Texas. Actualmente, la estación es propiedad de Entravision Communications. La estación está transmitiendo un formato llamado "La Suavecita" junto con un socio de simulcast AM KSVE AM 1650, con licencia para El Paso.

## Historia
Antes de transmitir programación de habla hispana, esta estación emitió formatos de Hot AC y CHR.
En 1994-03-18, la estación cambió su señal de llamada al KSVE (Cuando las siglas KINT-FM fueron ocupadas por la actual KBNA-FM, una estación de radio del propietario tando de Entravision como de esta estación: Univision Communications/Univisión Radio), en 1994-05-20 a la actual KINT-FM,
El 20 de mayo de 1994, la estación transmitía el formato Grupero/Tejano con la marca La Caliente y se desconoce si vuelve a la estación en HD2.
En 2007 (Más o menos) cambió el formato a baladas clásicas hispanas y actualmente con el nombre de: José FM.

## HD Radio
Dado a las ventajas que ofrece la HD Radio, La señal digital de la estación está multiplexada.
| Frecuencia | Formato            |
| ---------- | ------------------ |
| 93.9-HD1   | La Suavecita       |
| 93.9-HD2   | La Caliente (2011) |